# April Jackson
April Jackson (sinh năm 1990) là người Jamaica. Cô là Hoa hậu Hoàn vũ Jamaica năm 2008. Cô đại diện Jamaica tại cuộc thi sắc đẹp Hoa hậu Hoàn vũ 2008 tại Nha Trang, Việt Nam. Cô là cựu Hoa hậu Jamaica UK.
April cũng tốt nghiệp hiệu trưởng trường của cô và giành được giải thưởng Hillel, một giải thưởng do hiệu trưởng trao cho những người thể hiện tốt nhất triết lý và niềm tin của trường.
Tháng Tư xuất hiện trong loạt mười một của The Apprentice. Cô đã bị sa thải trong tuần 6.